# Chromatopterum ghanaensis
Chromatopterum ghanaensis är en tvåvingeart som beskrevs av Deeming 1981. Chromatopterum ghanaensis ingår i släktet Chromatopterum och familjen fritflugor.
Artens utbredningsområde är Ghana. Inga underarter finns listade i Catalogue of Life.